# Escadron (aviație)
Escadronul  (de aviație), concept englezesc, tradus uneori escadrilă, este în principal o unitate a armatei aeriene, navale sau terestre.
Este format dintr-un  anumit număr de aeronave militare – precum și personalul navigant al  acestora – în general de același tip și care cuprinde între 12 și 24 de aeronave, uneori împărțite în trei sau patru escadrile (sau zboruri),  în funcție de tipul de aeronavă și de forțele aeriene.
Escadroanele  cu aeronave mai grele, cum ar fi bombardierele cu rază lungă de acțiune sau aeronavele de transport sau aeronavele-cisternă constau de obicei din aproximativ 12 aeronave, în timp ce majoritatea unităților echipate cu avioane de vânătoare au în mod normal între 18 și 24 de aeronave.